# Więzienie Phú Quốc
Więzienie Phú Quốc (ang. Phu Quoc Prison, wiet. Nhà tù Phú Quốc) – amerykańskie więzienie wojskowe na wyspie Phú Quốc funkcjonujące w czasie wojny wietnamskiej, miejsce przetrzymywania jeńców i więźniów politycznych, spełniające definicję obozu koncentracyjnego.

## Historia
Zbudowane przez amerykańską armię w 1967. Formalnie pod jurysdykcją rządu sajgońskiego. Przetrzymywano w nim od 32 000 do 40 000 więźniów politycznych oraz jeńców z Vietcongu.
Raporty Międzynarodowego Czerwonego Krzyża potwierdzają liczne przykłady torturowania więźniów.
Obiekt zachowany jako pamiątka historyczna, udostępniony dla turystów. W 1995 uznany przez wietnamskie Ministerstwo Kultury i Informacji za zabytek narodowy.